# Rheingauer Dom
Le Rheingauer Dom (ou église paroissiale de la Sainte-Croix) est le nom d'usage de la plus grande église de la ville de Geisenheim en Allemagne ainsi que de la région de la Rheingau (d'où son nom). Elle n'a cependant jamais été le siège d'un évêché. Elle fait partie du diocèse de Limburg.
Le bâtiment actuel a été construit au XVIe siècle mais de nombreux ajouts ont été effectués au XIXe siècle dont l'agrandissement de la nef, la tour et l'orgue.

## Source
- (en) Cet article est partiellement ou en totalité issu de l’article de Wikipédia en anglais intitulé « Rheingauer Dom » (voir la liste des auteurs).